# L.A. Wolves FC
L.A. Wolves FC é uma agremiação esportiva da cidade de Los Angeles, Califórnia.  Atualmente disputa a United Premier Soccer League. O clube teve seu nome inspirado no Los Angeles Wolves, que disputou a NASL em 1968.

## História
O L.A. Wolves FC foi fundado por Yan Skwara, comissário da UPSL com o objetivo de trazer de volta as glórias do Los Angeles Wolves. Seu primeiro jogo oficial ocorreu no de 30 de agosto de 2014 contra o Orange County Crew SC.

## Estatísticas

### Participações
|  | Participações em 2017 |

| Competição     | Competição               | Temporadas | Melhor campanha             | Estreia | Última | P | R |
| Estados Unidos | Lamar Hunt U.S. Open Cup | 2          | Terceira Fase (2016 e 2017) | 2016    | 2017   |   | – |